# Свободен глас (1905 – 1915)
Вижте пояснителната страница за други значения на Свободен глас.
Свободен глас (изписване до 1945 година: Свободенъ гласъ) е седмичен информационен вестник, редактиран и стопанисван от Стефан Ив. Петков във Варна през периода 1905 – 1915 година.
| Годишнина | Броеве | Дата                                 |
| --------- | ------ | ------------------------------------ |
| I         | 1 – 40 | 29 март 1905 – 30 декември 1905      |
| II        | 1 – 49 | 14 януари 1906 – 23 декември 1906    |
| III       | 1 – 47 | 6 януари 1907 – 23 декември 1907     |
| IV        | 1 – 52 | 6 януари 1908 – 25 декември 1908     |
| V         | 1 – 49 | 4 януари 1909 – 25 декември 1909     |
| VI        | 1 – 48 | 9 януари 1910 – 24 декември 1910     |
| VII       | 1 – 42 | 9 януари 1911 – 24 декември 1911     |
| VIII      | 1 – 37 | 8 януари 1912 – 15 септември 1912    |
| IX        | 1 – 61 | 20 септември 1913 – 23 декември 1914 |
| X         | 1 – 32 | 6 януари 1915 – 24 декември 1915     |

Печата се и в печатниците Добри Тодоров, Войников и Търговска. От 20 септември 1913 излиза и в Провадия. Помества местни и национални новини, политически коментари, реклами и обяви. Според Димитър Иванчев вестникът: 
| „                                                                        | посреща всички български правителства с надежда и ги изпраща с разочарование и проклятие. | “ |
| Български периодичен печат, 1844 – 1944: анотиран библиографски указател |                                                                                           |   |